# Франц Бервальд
Франц Адольф Бервальд (23 липня 1796, Стокгольм, — 3 квітня 1868) — видатний шведський композитор-романтик, чия музика не була гідно оцінена сучасниками. В результаті цього він змушений був шукати інші джерела доходу: працював лікарем-ортопедом, управителем на лісопильні та скляній фабриці. З чотирьох написаних ним симфоній лише першу було виконано за життя композитора.

## Біографія
Франц Адольф Бервальд народився 23 липня 1796 року в Стокгольмі. Його батько Крістіан Фрідріх Георг Бервальд (1740–1825) — скрипаль, з династії музикантів, багато з якої були видатними музикантами та композиторами свого часу, який здобув освіту в Берліні (в 1760-х рр..) і був придворним скрипалем короля Пруссії Фрідріха Великого, в 1772 році переїхав до Стокгольма, призначений на посаду скрипаля в Королівській придворній капелі, був чудовим педагогом, а також заснував у Швеції музичну бібліотеку. Мати Франца Бервальда — Брита Агнета Брюно.
Освіту Францу дав його батько: з 5 років він навчався у нього грі на скрипці, крім того, батько його забрав зі школи та навчав також іншим предметам. З 1810 Франц Бервальд брав уроки у Жана-Батіста-Едуарда Дю Пюї (1770–1822) і в 1812 він вже був на посаді першого скрипаля Королівської придворної капели. У 1819–1820 він почав публікувати свої твори та статті в музичних журналах («Musikalisk journal», «Journal de Musique»). Через кілька років він як вільний художник вирушив на гастролі зі своїм братом Крістіаном Августом, потім повернувся в Стокгольм і з 1824 по 1828 рік був альтистом Королівської придворної капели, де він, до речі, і познайомився з найвідомішими операми своєї епохи. Першу свою спробу в цьому жанрі, оперу «Густав Васа» він написав 1828 року, після чого він скоїв ряд поїздок у Росію, Німеччину, Австрію, Норвегію та Фінляндію в пошуках нових вражень та творчого натхнення.
Франц Бервальд сам згодом вельми критично ставився до своїх ранніх робіт та багато з них були знищені. Наприкінці 1810-х деякі з його творів вперше привернули увагу і він вважався перспективним талановитим композитором та за підтримки різних грантів, у тому числі від кронпринца Оскара (згодом король Оскар I) він вирушив 1829 року до Берліна, де вступив у контакт з Феліксом Мендельсоном.
Музична діяльність практично не приносила йому доходу, інтерес до нього і його творчості став падати і йому довелося забезпечувати себе іншим способом. У Німеччині він ознайомився із сучасною ортопедією та відкрив власну клініку в Берліні, яка була безплатною також для бідних. Він був новатором, його клініка була першою компанією, яка використала різні механічні пристосування, які він придумав сам. Так він став ортопедом, який мав значний успіх. 1835 року він заснував приватний ортопедичний інститут. Попри прогрес в ортопедії, він був музикантом і він хотів ним бути, тому 1841 року він переїхав для цього в Відень. Там була завершена опера «Естрелла-ді-Сорія» (1841) та перша симфонія «Серйозна» соль мінор та симфонія «Примхлива» Ре мажор, а в 1842 два «tonmålningar» для оркестру. Роботи були помічені, але не принесли ніяких доходів, на які він міг би утримувати себе в Відні. Попри творчий потенціал та багатий культурний обмін у Відні, він був змушений повернутися на батьківщину, де музична Швеція прийняла його з байдужістю. Опера «Естрелла-ді-Сорія» не ставилася в Стокгольмській опері до 1862 року, а прем'єри двох оперет та зовсім повністю провалилися, попри всесвітньо відомих виконавців головних ролей. 1841 року Франц Бервальде одружився з німкенею Розин Шерер, яка народила сина, Яльмара Бервальда, який, своєю чергою, батько піаністки Астрід Бервальд. У 1846–1849 роки була спроба знову спробувати щастя за кордоном, зокрема, в Парижі, Відні та Зальцбурзі. 1847 року в Зальцбурзі він був обраний почесним членом Моцартеумa. Його музика була зустрінута з великим розумінням за кордоном, ніж у Швеції, але, на жаль, і це не дало йому можливості заробляти на життя як вільному музикантові. Він знову повернувся до Швеції.
Даремні були спроби влаштуватися музикантом у Швеції, навіть його брат бувши капельмейстером Королівської придворної капели та музичним директором в Уппсале не зміг йому нічим допомогти. В 1850 році він працював на скляному заводі в Санде, а потім на лісопильному. 22 січня 1864 року він був обраний членом (№ 386) Королівської академії музики. З 1867 року викладав композицію та інструментування в Стокгольмської консерваторії, а також давав приватні уроки. Остання його сценічна робота, «Королева Голконди», була закінчена 1864 року, а прем'єра відбулася лише 1968 року, в 100 річницю з дня смерті композитора.
Франц Бервальд помер 3 квітня 1868 року в Стокгольмі.

## Основні твори

### Симфонії
- Симфонія A-dur, фрагмент (1820)
- Sinfonie sérieuse, (1841–1842)
- Sinfonie capricieuse, (1842)
- Sinfonie singulière, (1845)
- Симфонія nr. 4 i Ess-dur («naïve»), (1845)

### Інструментальна музика
- Тема з варіаціями для скрипки з оркестром B-dur (1816)
- Скрипковий концерт i cis-moll (1820)
- Концертна п'єса для фагота з оркестром (1827)
- Концерт для фагота з оркестром (1827)
- Фортепіанний концерт D-dur (1855)

### Камерна музика
- Соната для віолончелі та фортепіано d-moll (1858)
- Концертіно для скрипки та фортепіано (написаний для Христини Нільсон) (1859)
- Концертний дует для двох скрипок, 1822
- Квартет для фортепіано та духових Es-dur (1819)
- Фортепіанний квартет Es-dur (1819)
- Фортепіанний квінтет № 1 c-moll (1818)
- Фортепіанний квінтет № 2 A-dur (1818)
- Фортепіанний квінтет A-dur, фрагмент (1850)
- Фортепіанне тріо № 0 C-dur (1845)
- Фортепіанне тріо № 1 Es-dur (1849)
- Фортепіанне тріо № 2 f-moll (1851)
- Фортепіанне тріо № 3 d-moll (1851)
- Фортепіанне тріо № 4 C-dur (1853)
- Фортепіанне тріо Es-dur, фрагмент (1849)
- Фортепіанне тріо C-dur, фрагмент (1850)
- Септет B-dur (1828)
- Струнний квартет № 1 g-moll (1818)
- Струнний квартет № 2 a-moll (1849)
- Струнний квартет № 3 Es-dur (1849)
- Соната для скрипки та фортепіано D-dur (1857–1860)

### Пісні
- Три пісні (1817) (Glöm ej dessa dar, Lebt wohl ihr Berge, A votre age)
- Vaggvisa («Ute blåser sommarvind»), text: Samuel Johan Hedborn (1819)
- Aftonrodnan, text: Georg Ingelgren (1819)
- Jag minnes dig, text: F v Matthisson) (1819)
- Serenad, kantat för tenor och sex blåsinstrument, okänd textförfattare (1825)
- Dröm, text: Ludwig Uhland (1833)
- Des M ädchens Klage, text: Friedrich Schiller
- Blomman, text: Johan Ludvig Runeberg (1842)
- Svensk folksång («Svenska folk i samdrägt sjung»), text: Herman Sätherberg (1844)
- Östersjön, (1859) text: Oscar Fredrik, pseudonym för kung Oskar II, i vars diktcykel «Ur svenska flottans minnen» dikten ingår.
- Eko från när och fjärran för sopran och obligat klarinett (1865)

### Хорова музика
- Gebet der Pilger um heiligen Gnade для чоловічого хору, духових та струнних (до 1844)
- Effecit Gaudium для двох хорів
- Konung Karl XII:s Seger vid Narva для чотирьох тенорів та духових (1845)
- Gustaf Adolf den Stores Seger och Död vid Lützen для соліста, хору, духових та органу (1845)
- Nordiska Fantasie-bilder для соліста, хору, духових та органу (1846)
- Gustaf Vasas färd till Dalarne (1849)
- Apoteose till firande av 300 årsminnet af Shakespeares födelse (1864)

### Сценічні твори
- Gustaf Wasa (1828), опера (неокончена)
- Estrella de Soria (1841), опера
- Jag går i kloster, (1842), оперета
- Modehandlerskan (1842), оперета
- Ein ländliches Verlobungsfest in Schweden, оперета
- Drottningen av Golconda (1864), опера